# باشگاه فوتبال رابوتنیچکی
باشگاه فوتبال رابوتنیچکی (مقدونی: ФК Работнички) یک باشگاه فوتبال در کشور مقدونیه است.
این باشگاه که در شهر اسکوپیه قرار دارد در سال ۱۹۳۷ تأسیس شده است و ۴ قهرمانی در لیگ دسته اول فوتبال مقدونیه و ۳ قهرمانی در جام حذفی فوتبال مقدونیه را در کارنامه دارد.